# Какавадзор (Мартуні)
Какавадзор (вірм. Կաքավաձոր), Куропаткіно (азерб. Kuropatkino) — село у Мартунинському районі Нагірно-Карабаської Республіки. Село розташоване за 6 км на північний схід від районного центру Мартуні та входить до міськради міста Мартуні. Лінія розмежування Армії Оборони Нагірно-Карабаської Республіки та Національної армії Азербайджану проходить у безпосередній близькості від села.